# Marcillat

Marcillat este o comună în departamentul Puy-de-Dôme, Franța. În 1 ianuarie 2022 avea o populație de 342 de locuitori.